# Karula (Viljandi)
Karula (ook wel Uue-Võidu, Duits: Carroll of Neu-Woidoma) is een plaats in de Estlandse gemeente Viljandi vald, provincie Viljandimaa. De plaats heeft de status van dorp (Estisch: küla).
Tot in 2013 lag het dorp in de gemeente Saarepeedi. In dat jaar ging Saarepeedi op in de gemeente Viljandi vald.

## Bevolking
Het dorp had 217 inwoners op 31 december 2011 en 219 inwoners op 31 december 2021.

## Ligging
Karula ligt ten noorden van de stad Viljandi tussen twee secundaire wegen, de Tugimaantee 50 en de Tugimaantee 51, die in Viljandi bij elkaar komen. Bij het dorp ligt het meer Karula järv (22,1 ha). Het meer en de oevers zijn een beschermd natuurgebied onder de naam Uue-Võidu maastikukaitseala (51,7 ha).

## Geschiedenis
Karula werd voor het eerst vermeld in 1481 onder de naam Karwall. In 1583 heette het Karulia. In 1598 was er sprake van een landgoed Carroll. In 1729 werd Carroll verkocht aan het landgoed Woidoma. Het centrum van dat landgoed is het huidige dorp Vana-Võidu. Onder Woidoma had Carroll de status van Hoflage, een niet-zelfstandig landgoed. In 1822 werd Carroll samen met een andere Hoflage, Nödingshof (Nöödingu), van Woidoma afgesplitst. Het nieuwe landgoed kreeg de naam Neu-Woidoma (Estisch: Uue-Võidu). De naam Nöödingu leeft nog voort in de namen Nöödingu oja, een beek, en Nöödingu veski, een watermolen in het buurdorp Peetrimõisa.
Neu-Woidoma was steeds in handen van de familie von Helmersen. De laatste eigenaar voor de onteigening door het onafhankelijk geworden Estland was Alexander von Helmersen.

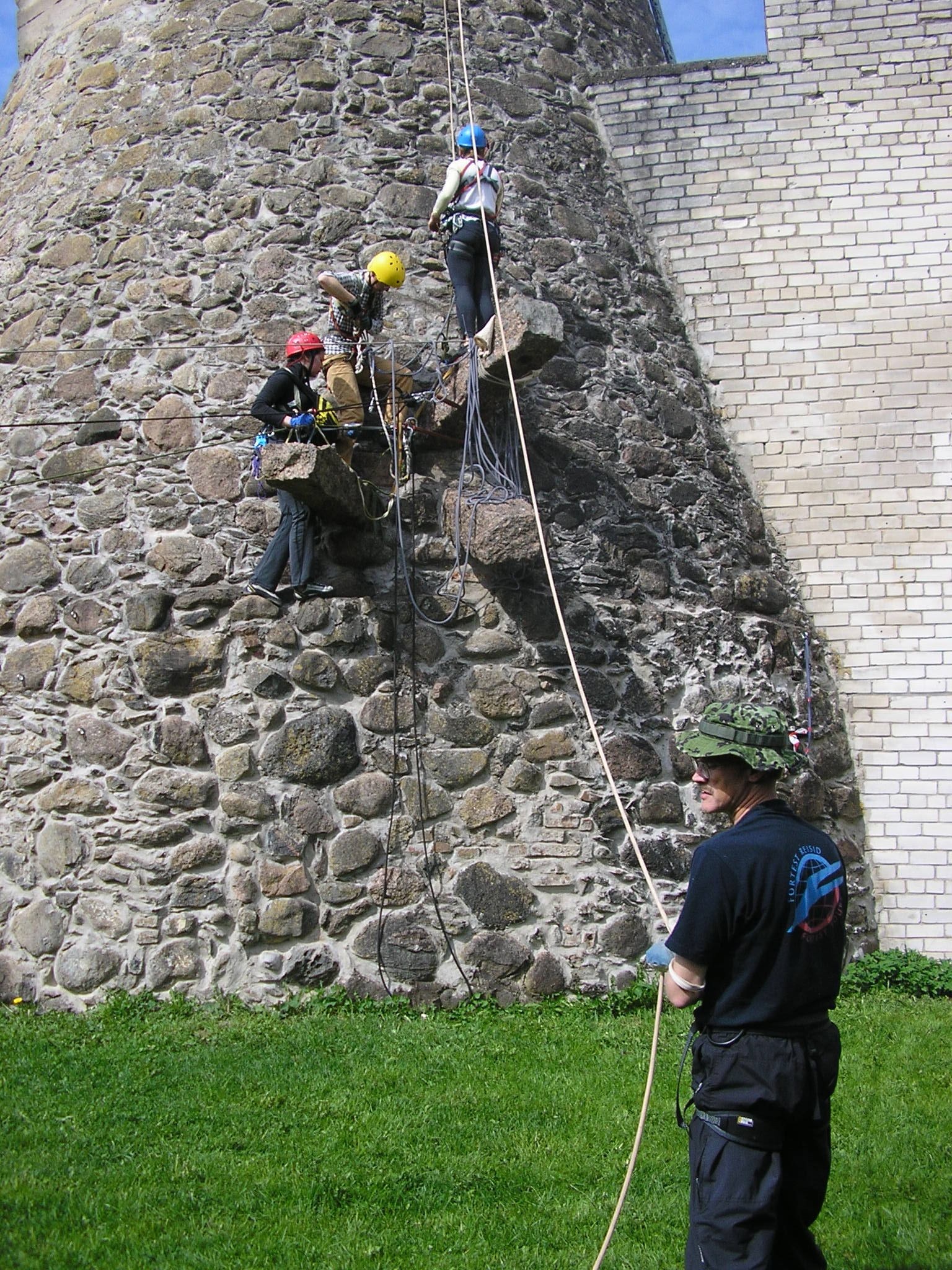
Alpinisme tegen de voormalige molen

Het landgoed heeft nooit een representatief landhuis gehad, maar gebruikte een eenvoudig houten gebouw van twee woonlagen als zodanig. Het is bewaard gebleven, net als een paar bijgebouwen. Het complex is in gebruik als verzorgingshuis. In de omgeving staat ook een windmolen zonder wieken, die door beginnende alpinisten gebruikt wordt om te oefenen in het beklimmen van steile hellingen.
De nederzetting op het terrein van het voormalige landgoed heette tot het eind van de jaren dertig van de 20e eeuw Uue-Võidu en werd toen omgedoopt in Karula.